# أعمال شغب أيرلندا الشمالية 1969
خلال الفترة من 12 إلى 16 آب 1969، اندلع العنف السياسي والطائفي في أيرلندا الشمالية، والذي يُنظر إليه غالبًا على أنه بداية الصراع الذي دام ثلاثين عامًا. وقعت أعمال عنف متفرقة على مدار العام بسبب حملة الحقوق المدنية التي طالبت بوضع حد للتمييز ضد الكاثوليك والقوميين الإيرلنديين. تعرضت مسيرات الحقوق المدنية لهجمات متكررة من قبل الموالين لبروتستانت أولستر ودخلت أيضًا في صراع متكرر مع شرطة أولستر الملكية، قوة الشرطة البروتستانتية بأغلبية ساحقة.
في 12 أغسطس، اندلعت معركة بوغسايد: ثلاثة أيام من الاشتباكات العنيفة في منطقة بوغسايد بين شرطة ألستر الملكية وآلاف السكان الكاثوليك/القوميين. أقام السكان المحاصرون الحواجز ومراكز إسعافات أولية وورش عمل لصناعة القنابل الحارقة. أطلقت الشرطة غاز (سي إس) على مثيري الشغب لأول مرة في تاريخ المملكة المتحدة. نظّم الكاثوليك/القوميون احتجاجات في أماكن أخرى في أيرلندا الشمالية، أدى بعضها إلى أعمال عنف. كانت أكثر الاشتباكات دموية في بلفاست إذ قُتل سبعة أشخاص وجُرح المئات. اشتبك المتظاهرون مع كل من الشرطة والموالين الذين هاجموا المقاطعات الكاثوليكية. أُحرقت عشرات المنازل والشركات، معظمها للكاثوليك، وطُرد الآلاف من العائلات ذات الأغلبية الكاثوليكية من منازلهم. ينظر البعض إلى الأحداث في بلفاست على أنها محاولة مذبحة ضد الأقلية الكاثوليكية. كما وقعت اشتباكات بين المتظاهرين والشرطة في أرماغ (حيث قُتل أحد المتظاهرين)، دونغانون ونيوري.
نُشر الجيش البريطاني لاستعادة النظام في 14 أغسطس، وبُنيت خطوط سلام لفصل المقاطعات الكاثوليكية والبروتستانتية. أنشأت حكومة جمهورية أيرلندا مستشفيات ميدانية ومراكز للاجئين بالقرب من الحدود، ودعت إلى إرسال قوة حفظ سلام تابعة للأمم المتحدة إلى أيرلندا الشمالية. أجرت الحكومة البريطانية تحقيقًا في أعمال الشغب، واستُغني عن قوة الشرطة الاحتياطية. أدت أعمال الشغب إلى تشكيل الجيش الجمهوري الإيرلندي المؤقت ونمو القوات شبه العسكرية الموالية.

## الخلفية
تأثر استقرار أيرلندا الشمالية في عام 1968 بسبب أعمال شغب متفرقة نشأت عن حملة العصيان المدني لجمعية الحقوق المدنية في أيرلندا الشمالية ورد فعل الشرطة والموالين لها. طالبت حملة الحقوق المدنية بوضع حد للتمييز ضد الكاثوليك في حقوق التصويت والإسكان والتوظيف. عارضت ذلك لجنة الدفاع عن الدستور برئاسة إيان بيزلي وغيرها من الجماعات الموالية.
خلال صيف عام 1969، نشرت لجنة الحقوقيين الدولية تقريرًا ينتقد بشدة سياسة الحكومة البريطانية في أيرلندا الشمالية. كتبت التايمز أن هذا التقرير: انتقد حكومة أيرلندا الشمالية بسبب وحشية الشرطة والتمييز الديني [ضد الكاثوليك] والتلاعب في السياسة. قال الأمين العام للجنة الدولية للحقوقيين إن حكومة جنوب إفريقيا قد استشهدت بالقوانين والشروط في أيرلندا الشمالية لتبرير سياساتها التمييزية. ذكرت صحيفة التايمز أيضًا أن شرطة أولستر الخاصة، قوة الشرطة الاحتياطية في أيرلندا الشمالية، كانت تُعتبر الذراع العسكري للنظام البروتستانتي. ذكرت صحيفة بلفاست تلغراف أن محكمة العدل الدولية أضافت أيرلندا الشمالية إلى قائمة الولايات والسلطات القضائية حيث حماية حقوق الإنسان غير مضمونة بشكل كافٍ.

### الأحداث التي أدت إلى أعمال الشغب في أغسطس
وقعت المواجهة الرئيسية الأولى بين نشطاء الحقوق المدنية وشرطة أولستر الملكية في ديري في 5 أكتوبر 1968، عندما قامت قيادة شرطة ألستر الملكية باستخدام الهراوات. وعد رئيس وزراء أيرلندا الشمالية، تيرينس أونيل، بعد خوفه من احتمالات اندلاع أعمال عنف كبيرة، بإصلاحات مقابل هدنة، حيث لن يُنظّم المزيد من المظاهرات.
على الرغم من هذه الوعود، في يناير 1969، نظمت الديمقراطية الشعبية، وهي جماعة يسارية، مسيرة مناهضة للحكومة من بلفاست إلى ديري. كانت شرطة ألستر الملكية حاضرة لكنها فشلت في توفير الحماية الكافية للمتظاهرين. أدى دخول الشرطة لاحقًا إلى أعمال شغب خطيرة.
في مارس وأبريل 1969، كانت هناك ست هجمات بالقنابل على أهداف للبنية التحتية للكهرباء والمياه، ما تسبب في انقطاع التيار الكهربائي ونقص المياه. في البداية أُلقي اللوم في الهجمات على الجيش الجمهوري الإيرلندي، ولكن تبين لاحقًا أن أعضاء من المتطوعين البروتستانت الموالين قد نفذوا التفجيرات في محاولة لتوريط الجيش الجمهوري الإيرلندي وزعزعة استقرار حكومة أيرلندا الشمالية ووقف الإصلاحات التي وعد بها تيرينس أونيل.
كان هناك بعض الحركة بشأن الإصلاح في أيرلندا الشمالية في النصف الأول من عام 1969. وفي 23 أبريل، صوت أعضاء حزب أولستر الاتحاديين في برلمان أيرلندا الشمالية بأغلبية 28 إلى 22 لإدخال حق الاقتراع العام للبالغين في انتخابات الحكومة المحلية في أيرلندا الشمالية في اجتماع الحزب البرلماني. كانت الدعوة إلى (رجل واحد، صوت واحد) أحد المطالب الرئيسية لحركة الحقوق المدنية. بعد خمسة أيام، استقال تيرينس أونيل من منصبه كزعيم ورئيس وزراء أيرلندا الشمالية واستُبدل بجيمس تشيتشيستر كلارك. أعلن تشيتشيستر كلارك، على الرغم من استقالته احتجاجًا على إدخال حق الاقتراع العام في الحكومة المحلية، أنه سيواصل الإصلاحات التي بدأها أونيل.
ومع ذلك، استمرت أعمال العنف في الشوارع في التصاعد. في 19 إبريل، اندلعت أعمال شغب خطيرة في منطقة بوغسايد في ديري في أعقاب اشتباكات بين المتظاهرين والموالين والشرطة. تعرض الكاثوليكي ديفيني للضرب المبرح من قبل شرطة ألستر الملكية، وتوفي لاحقًا متأثرًا بجراحه. في 12 يوليو، خلال مسيرات الثاني عشر من يوليو، كانت هناك أعمال شغب خطيرة في ديري وبلفاست ودونغيفن، ما تسبب في فرار العديد من العائلات في بلفاست من منازلهم. توفي مدني كاثوليكي آخر، فرانسيس مكلوسكي (67 عامًا)، بعد يوم واحد من ضربه على رأسه بالهراوات من قبل ضباط شرطة ألستر الملكية أثناء الاضطرابات في دونغيفن.
نتيجة لهذه الأحداث، أنشأ سكان منطقة بوغسايد الكاثوليكية في ديري جمعية دفاع مواطني ديري لتنظيم الدفاع عن الحي، إذا دعت الحاجة إلى ذلك.

## العنف في بلفاست
شهدت بلفاست حتى الآن أعمال الشغب الأعنف في أغسطس 1969. على عكس ديري، حيث كان القوميون الكاثوليك يشكلون أغلبية، كانوا في بلفاست أقلية وكانوا أيضًا مقسمين جغرافيًا ومحاطين بالبروتستانت والموالين. لهذا السبب، في حين أن القتال في ديري كان إلى حد كبير بين القوميين و الشرطة، فقد اشتمل أيضًا في بلفاست على قتال بين الكاثوليك والبروتستانت، بما في ذلك تبادل إطلاق النار وحرق المنازل والشركات على نطاق واسع.

### الأربعاء 13 أغسطس
وقعت الاضطرابات الأولى في ليلة 13 أغسطس. اتصل نشطاء ديري إيمون ماكان وشون كينان بفرانك غوغارتي من أجل تنظيم مظاهرات في بلفاست لسحب الشرطة من ديري. بشكل مستقل، أمر زعيم الجيش الجمهوري الإيرلندي في بلفاست بيلي ماكميلين الجمهوريين بتنظيم مظاهرات لدعم ديري.
بدأ الحشد المكون من 1000 إلى 2000 شخص، بما في ذلك أعضاء من الجيش الجمهوري الإيرلندي مسيرة احتجاجية على طول شارع فولز وشارع ديفيس إلى مركز شرطة هاستينغز ستريت في آر يو سي. عندما وصلوا انشق نحو 50 شابًا عن المسيرة وهاجموا مركز الشرطة بالحجارة والقنابل الحارقة. ردت شرطة ألستر عن طريق إرسال شرطة مكافحة الشغب وقيادة سيارات شورلاند المدرعة وسط الحشد. دفع المتظاهرون السيارات المحترقة إلى الطريق لمنع قيادة شرطة ألستر الملكية من دخول المنطقة القومية.